# جزيرة الدويمة (ميدي)

تعديل مصدري - تعديل

جزيرة الدويمة هي إحدى جزر مديرية ميدي التابعة لمحافظة حجة، بلغ تعداد سكانها 15 نسمة حسب تعداد اليمن لعام 2004.